# Oshere
Oshere fou rei de Hwicce possiblement conjuntament amb el seu presumpte germà Osric, i (potser després d'Osric) amb Æthelmod, Æthelheard, Æthelweard, Æthelberht i Æthelric. Sembla que va emetre una carta l'any 680. Encara regnava l'any 693, quan va emetre una carta a l'abadessa Cuthswith, amb el testimoni dels seus fills Æthelheard, Æthelweard, Æthelberht i Æthelric. Ecgbuth, una monja benedictina que possiblement era la seva germana, lamenta la seva mort en una carta a Bonifaci l'any 717 i que la seva "germana" Wehtburh estigui empresonada a Roma.